# Вулиця Революції (Київ)
Ву́лиця Револю́ції — зникла вулиця Києва, що існувала в Дарницькому районі міста Києва, місцевість Позняки. Пролягала від вулиці Зоотехніків до кінця забудови (берег озера).
Прилягала Позняківська вулиця.

## Історія
Виникла у першій третині XX століття. Уперше була згадана у 1933 році під такою ж назвою. 
Зникла під час часткового знесення забудови колишнього села Позняки (Нові Позняки) і забудови мікрорайону Позняки-3 не пізніше кінця 2008 — початку 2009 року. Інформація про офіційну ліквідацію вулиці наразі відсутня.